# Peter O'Toole
Peter James O'Toole (2 tháng 8 năm 1932 – 14 tháng 12 năm 2013) là một đạo diễn phim và sân khấu Anh.

## Thiếu thời
O'Toole sinh năm 1932. Một số nguồn tham khảo ghi rằng ông sinh tại Connemara, hạt Galway, Ireland trong khi các nguồn khác ghi Leeds ở West Riding of Yorkshire, Anh. O'Toole không rõ ngày hoặc năm sinh trong tiểu sử của ông, nhưng ông chọn ngày 2 tháng 8 làm ngày sin, ông có giấy chứng sinh ở các quốc gia này, với giấy chứng sinh của Ireland ghi tháng 6 năm 1932. Ông lớn lên ở khu công nghiệp Hunslet phía nam Leeds, là con của Constance Jane Eliot (née Ferguson), người Scotland làm y tá, và Patrick Joseph "Spats" O'Toole, cầu thủ bóng đá, Irish metal plater, và racecourse bookmaker. Khi O'Toole lên một, gia đình ông bắt đầu chuyến hành trình 5 năm sống ở các thị trấn đua ngựa chính ở bắc Anh. Ông theo đạo Công giáo.